# Anayatherium
Anayatherium è un genere estinto di mammiferi notoungulati, appartenente ai leontiniidi. Visse nell'Oligocene superiore (circa 27 - 26 milioni di anni fa) e i suoi resti fossili sono stati ritrovati in Sudamerica.

## Descrizione
Questo animale era di grande taglia e di forme pesanti, e poteva raggiungere le dimensioni di un orso polare. Dal raffronto con animali simili meglio conosciuti, si suppone che Anayatherium potesse raggiungere i 2,5 metri di lunghezza; il solo cranio era lungo oltre 45 centimetri, e il peso poteva superare i 350 chilogrammi. 
Anayatherium era caratterizzato da un muso molto corto, anche rispetto a quello degli altri leontiniidi. L'accorciamento del muso si rifletteva anche nella perdita di un dente superiore, molto probabilmente il canino. Il primo incisivo superiore era più grande del secondo (come nel ben noto Scarrittia), mentre il terzo e il quarto premolare erano dotati di solchi linguali verticali (come nell'affine Leontinia). Il secondo incisivo superiore era di forma tipica, al contrario di quello di Leontinia nel quale invece aveva assunto la forma di canino; in Anayatherium, a fare le veci del canino era il primo incisivo. Al contrario di Scarrittia, i premolari erano dotati di protoconi scanalati. I molari erano brachiodonti (a corona bassa) e solo leggermente ipsodonti (a corona alta) sul lato linguale.

## Classificazione
Il genere Anayatherium venne descritto per la prima volta da Shockey nel 2005, sulla base di resti fossili ritrovati in Bolivia nella zona di Salla, in terreni dell'Oligocene superiore. A questo genere sono state ascritte due specie, A. ekecoa (la specie tipo) e A. fortis, distinte principalmente per le dimensioni. 
Anayatherium è un rappresentante dei leontiniidi, un gruppo di notoungulati tipici dell'Oligocene e del Miocene, dalle forme pesanti e di grosse dimensioni. Sembra che Anayatherium facesse parte di un clade comprendente anche Colpodon, Ancylocoelus e i due generi derivati Leontinia e Scarrittia. 

## Paleoecologia
Come tutti i leontiniidi, Anayatherium era un pesante quadrupede erbivoro che si nutriva di foglie. I fossili di Anayatherium sono insolitamente rari per un leontiniide; solitamente i leontiniidi erano animali piuttosto comuni nei loro habitat. È possibile che la zona di Salla, nell'Oligocene superiore, non fosse un ambiente particolarmente adatto ai leontiniidi.